# Saint Helier
Saint Helier (Jèrriais: St Hélyi, benannt nach dem heiligen Helerius) ist eine der zwölf Gemeinden (Parishes), die Hauptstadt und gleichzeitig größte Stadt auf der Kanalinsel Jersey, der größten der Kanalinseln im Ärmelkanal. Saint Helier hat eine Bevölkerung von annähernd 40.000 Einwohnern.

## Lage und Klima
Saint Helier liegt an der Südküste von Jersey und ist Verwaltungssitz der Insel; das Regierungsgebäude befindet sich im Nachbarort Saint Saviour. Die Gemeinde erstreckte sich 2014 über etwa 9,5 km² (5297 Vergées), was ungefähr 8 % der Inseloberfläche ausmacht. Durch permanente Landgewinnung wird die Fläche 2017 mit 5360 vergées (etwa 10 km²) angegeben. Das vom Golfstrom beeinflusste Klima ist gemäßigt bis mild; Regen (ca. 850 bis 1000 mm/Jahr) fällt überwiegend im Winterhalbjahr.

## Wirtschaft
Saint Helier lebt hauptsächlich vom Tourismus und vom Kleinhandel. Daneben gibt es auch Einnahmen aus öffentlichen Kassen. Von St. Helier ausgehend betreiben Busunternehmen ein umfangreiches Busnetz auf der Insel. Im Südwesten befindet sich ein großer Seehafen. Regelmäßige Fährverbindungen bestehen u. a. zur Insel Guernsey (St. Peter Port, 27 sm) und zur Insel Sark sowie nach Portsmouth in Großbritannien und nach Saint-Malo in Frankreich (39 sm).
Saint Helier ist seit 2023 Unternehmenssitz der Birkenstock Holding plc, der Konzernobergesellschaft des deutschen Schuhherstellers Birkenstock.

## Geschichte

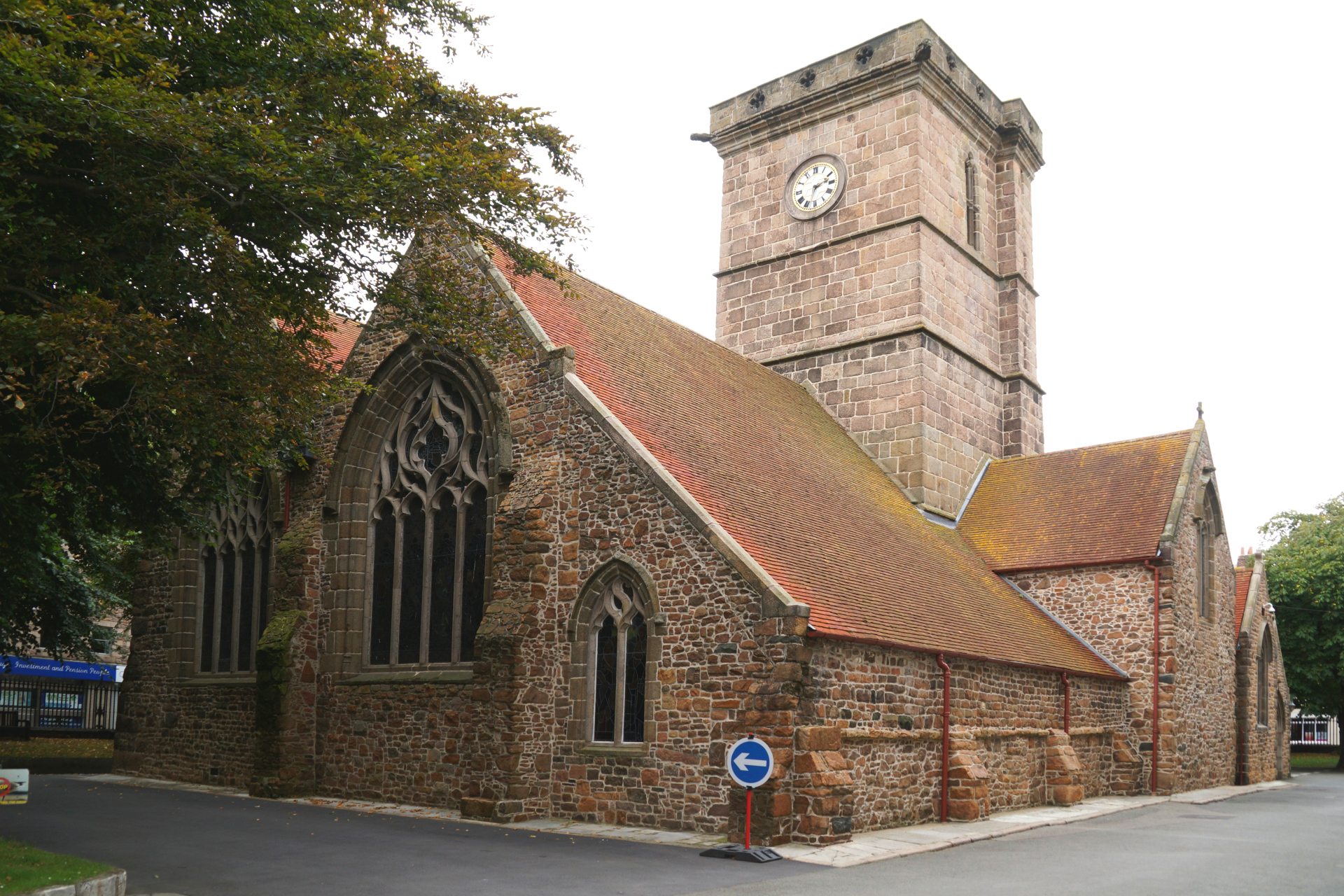
Pfarrkirche aus dem 14. Jahrhundert

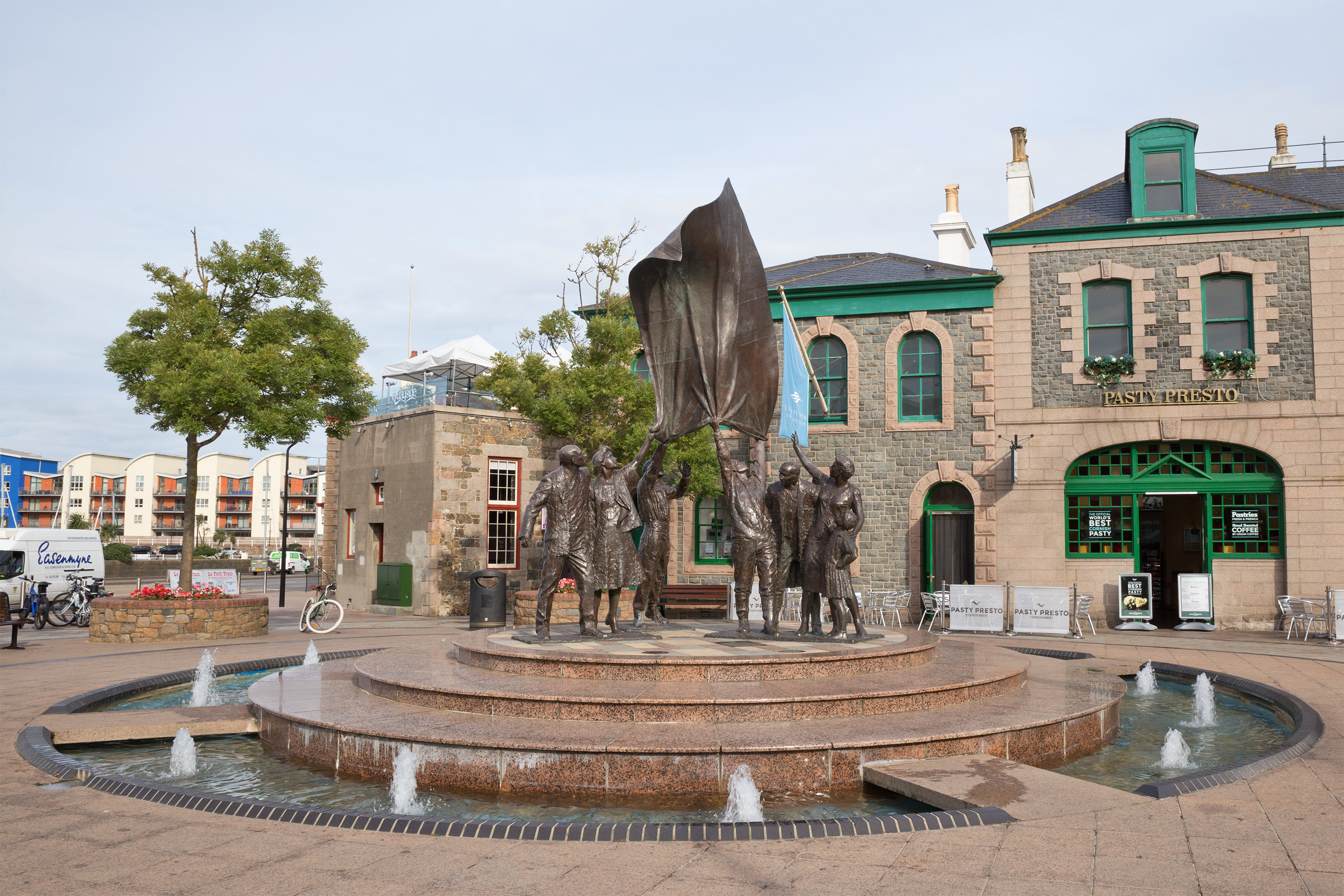
Skulptur auf dem Liberation Square in St. Helier

Wahrscheinlich wurde St. Helier das erste Mal während der römischen Besetzung Galliens besiedelt. Gemeinde und Stadt sind nach dem in Jersey umgekommenen Märtyrer Helier benannt. Die auf das 11. Jahrhundert zurückgehende Pfarrkirche war ursprünglich am Rande der Dünen erbaut worden, liegt heute aber aufgrund von Landgewinnungsmaßnahmen in späterer Zeit in einiger Entfernung vom Wasser. Eine Abtei wurde in Saint Helier im Jahr 1155 auf L'Islet, einer dem heutigen Hafen vorgelagerten Gezeiteninsel, gegründet. Auf dem Gelände der während der Reformation geschlossenen Abtei wurde eine Burg gebaut, die Mont Orgueil als Hauptbefestigung der Insel ersetzte. Die neue Burg, Elizabeth Castle, wurde vom Gouverneur von Jersey 1600–1603, Sir Walter Raleigh, nach seiner Königin Elisabeth I. benannt. Unter Georg II. wurde der erste Hafen der Stadt gebaut. Am 6. Januar 1781 wurde auf dem Royal Square des Ortes die Schlacht von Jersey ausgefochten, die den letzten Versuch französischer Truppen darstellte, die Insel zu erobern. Seit den 1820er Jahren ist ein kontinuierlicher Zustrom englischsprachiger Siedler zu verzeichnen.
Während des Zweiten Weltkriegs war auch Jersey von deutschen Truppen besetzt. Sie räumten die Insel am 9. Mai 1945, also erst einen Tag nach der Kapitulation. Auf dem Liberation Square erinnert eine Skulptur an die Besatzung und Befreiung.

## Politik
Saint Helier ist seit 2022 in drei Wahlbezirke gegliedert.
- St Helier South (Vingtaine de Haut de la Ville) wählt vier Vertreter
- St Helier Central (Vingtaine du Rouge Bouillon und Vingtaine de Bas du Mont au Prêtre) wählt fünf Vertreter
- St Helier North (Vingtaine du Mont Cochon, Vingtaine du Mont à l'Abbé und Vingtaine de Haut du Mont au Prêtre) wählt vier Vertreter

## Verwaltungsgliederung
Die Gemeinde ist zu Verwaltungszwecken in Vingtaines unterteilt:
- La Vingtaine de la Ville
  - Canton de Bas de la Vingtaine de la Ville
  - Canton de Haut de la Vingtaine de la Ville
- La Vingtaine du Rouge Bouillon
- La Vingtaine de Bas du Mont au Prêtre
- La Vingtaine de Haut du Mont au Prêtre
- La Vingtaine du Mont à l'Abbé
- La Vingtaine du Mont Cochon

## Töchter und Söhne der Stadt
- Elinor Glyn (1864–1943 in London), britische Schriftstellerin, Journalistin und Drehbuchautorin
- Frederick Lonsdale (1881–1954), britischer Dramatiker
- Gabriel Poulain (1884–1953), französischer Radsportler
- Hans Kröner (1909–2006), deutscher Volkswirt, Jurist und Unternehmer
- John Gordon Bennett (1913–1988), US-amerikanischer Automobilrennfahrer
- John Sweeney (* 1958), britischer Journalist und Autor
- Henry Cavill (* 1983), britischer Schauspieler

## Partnerstädte
- Avranches, Frankreich, seit 1982[2]
- Bad Wurzach, Deutschland, seit 2002[3]
- Funchal, Portugal, seit 2012[4]